# Scheiding van de boedels
De scheiding van de boedels (Frans: séparation des patrimoines) is een rechtsfiguur uit het Belgische erfrecht op grond waarvan de schuldeisers en de legatarissen van een nalatenschap kunnen vorderen dat de boedel van de erflater wordt afgescheiden van de boedel van de erfgenaam. De scheiding van de boedels wordt geregeld in artikel 4.99 van het Belgisch Burgerlijk Wetboek (BW) en artikel 39 van de Hypotheekwet (Hyp.W.).
De scheiding van de boedels is niet te verwarren met het huwelijksvermogensstelsel van de scheiding van goederen (art. 2.3.61-2.3.81 BW).

## Omschrijving

### Definitie
De scheiding van de boedels geeft schuldeisers van de nalatenschap het recht om in elk geval en tegen elke schuldeiser van een erfgenaam te vorderen dat de nalatenschap (de boedel van de erflater) wordt afgescheiden van het vermogen van een erfgenaam (de boedel van de erfgenaam) (art. 4.99, §1 BW). Omgekeerd hebben de schuldeisers van een erfgenaam niet het recht om de scheiding van de boedels te vorderen tegen de schuldeisers van de nalatenschap (art. 4.99, §4 BW).
De nalatenschapsschuldeisers kunnen dit recht echter niet meer uitoefenen als er schuldvernieuwing heeft plaatsgehad doordat men de erfgenaam als schuldenaar heeft aangenomen (art. 4.99, §2 BW).

### Gevolgen
De scheiding van de boedels heeft tot doel de verhaalsrechten van de nalatenschapsschuldeisers te waarborgen. De erfgenamen zijn immers tot deze schulden gehouden (art. 4.98 BW). Nu de nalatenschapsgoederen echter toebehoren aan de erfgenaam, kunnen ook diens persoonlijke schuldeisers zich op de nalatenschapsgoederen verhalen. Iedere persoon heeft immers in principe slechts één vermogen (art. 3.35, tweede lid BW) en een schuldeiser kan zijn vordering in principe op alle goederen van zijn schuldenaar verhalen (art. 3.36, eerste lid BW). De scheiding van de boedels biedt de schuldeisers van de nalatenschap de mogelijkheid om de nalatenschapsgoederen af te zonderen voor de persoonlijke schuldeisers van de erfgenaam.
De scheiding van de boedels heeft echter slechts relatieve werking. Dit betekent dat de scheiding van de boedels slechts uitwerking heeft in het voordeel van de schuldeisers die deze hebben gevorderd.

### Verjaring
Het recht om de scheiding van de boedels te vorderen verjaart na drie jaar ten aanzien van de roerende nalatenschapsgoederen (art. 4.99, §3, eerste lid BW). Ten aanzien van de onroerende nalatenschapsgoederen kan men de vordering instellen tot zolang deze goederen zich in het vermogen van de erfgenaam bevinden (art. 4.99, §3, tweede lid BW). Om dit recht te bewaren moeten de schuldeisers en legatarissen evenwel een wettelijke hypotheek laten inschrijven binnen zes maanden na het openvallen van de nalatenschap (art. 39, eerste lid Hyp.W.). Zolang deze termijn niet is verstreken, is een eventuele vervreemding van het goed of hypotheekvestiging op het goed niet tegenwerpelijk aan de schuldeisers en legatarissen (art. 39, tweede lid Hyp.W.).

## Geschiedenis
De scheiding van de boedels werd aanvankelijk geregeld door de artikelen 878, 879, 880 en 881 van het Oud Burgerlijk Wetboek. Bij de invoering van boek 4 in het Burgerlijk Wetboek in 2022 werden deze regels hernomen in artikel 4.99 BW.